# Guerra di Torstenson
La cosiddetta guerra di Tortenson o guerra di Annibale (in norvegese Hannibalsfeiden) prende il nome da due dei comandanti coinvolti nel conflitto, Lennart Torstenson e Hannibal Sehested, e indica un conflitto di breve durata tra l'Impero svedese e il regno di Danimarca-Norvegia scoppiato durante la guerra dei trent'anni.

## Preludio del conflitto
L'Impero svedese aveva conseguito importanti successi nella guerra dei trent'anni, sconfiggendo l'esercito della Lega Cattolica in Germania nella Battaglia di Lützen, nella quale era morto Gustavo II Adolfo di Svezia, e raccogliendo numerose vittorie anche sotto la guida del plenipotenziario svedese in territorio imperiale, il conte Axel Oxenstierna.
Tuttavia nonostante le sue vittorie militari, il territorio svedese era minacciato dal regno di Danimarca-Norvegia che stringeva da sud con i territori di Blekinge, Scania, e Halland, da ovest con il territorio di Bohuslän e da nord-ovest con il territorio dello Jämtland. A ciò si aggiunga la continua minaccia della linea costiera danese, molto vicina a quella svedese e fonte di minaccia perenne.
Nella primavera del 1643 il Consiglio di governo, il Riksråd, decise di intraprendere un nuovo conflitto con lo scopo di estendere il territorio svedese a scapito della Danimarca-Norvegia, contando sulla propria predominanza militare.

## Inizio della campagna
Il conte Oxenstierna diede a Torstenson il compito di guidare militarmente la nuova campagna. Fu così che l'esercito svedese giunse in Moravia attraversando il territorio boemo per giungere finalmente in territorio danese con una rapida marcia, che sorprese l'esercito imperiale guidato dal condottiero di origini italiane Mattia Galasso Feldmaresciallo del Sacro Romano Impero, al quale era stato dato ordine di inseguire e arrestare la marcia di Torstenson in territorio germanico.

### L'alleanza con le Sette Province Unite
Il 12 dicembre 1643 le truppe di Torstenson entrarono nella regione dello Holstein, situata in territorio germanico ma sotto la giurisdizione danese dal 1460, occupando la città di Bad Oldesloe, da qui Torstenson iniziò a dare l'assalto a tutte le fortezze e le guarnigioni danesi che caddero l'una dopo l'altra senza opporre grande resistenza, tranne la guarnigione di Glückstadt, che restò l'unico caposaldo danese nella penisola dello Jutland, che cadde per il resto completamente in mano degli invasori svedesi.
Durante questa fase iniziale dell'invasione Tortenson si vide offerto l'appoggio logistico e militare della Repubblica delle Sette Province Unite. Il motivo di questa alleanza da parte delle province olandesi fu motivato dal fatto che il sovrano danese aveva imposto pesanti dazi ai loro convogli mercantili per attraversare lo stretto di Oresund, causando un grosso danno per il loro commercio. Tuttavia, nonostante questa nuova alleanza, Torstenson richiese al Consiglio di governo l'appoggio navale poiché temeva possibili interventi militari dalla Polonia. Come risposta alla sua richiesta, il Consiglio inviò una imponente flotta navale al comando dell'ammiraglio Clas Fleming con lo scopo di vigilare le coste del Mar Baltico.
Dopo aver conquistato lo Jutland, Torstenson intendeva impossessarsi delle isole prospicienti, comprese nell'attuale Contea di Fionia, ed in particolar modo l'omonima isola, la terza per grandezza di tutto il territorio danese. Tuttavia, a causa della eccessiva rapidità della sua avanzata, la flotta inviata dalla madrepatria che avrebbe dovuto trasportare le sue truppe non era ancora salpata. Risoluto a non attendere oltre, dopo aver raccolto una flotta di fortuna di circa 80 imbarcazioni, il comandante svedese tentò lo sbarco sull'isola per ben due volte, subendo però in entrambi i tentativi pesanti sconfitte con la perdita di 1 300 uomini, vedendosi costretto così ad attendere l'arrivo, in primavera, della flotta guidata da Fleming. Nel frattempo però un secondo esercito, guidato dal suo secondo, Gustav Horn, occupò i territori danesi di Scania ed Halland, conquistando le città di Helsingborg, Lund e Landskrona, e penetrando molto all'interno del territorio danese-norvegese.

### Il contributo della Norvegia al conflitto
L'invasione del territorio norvegese fu impedita grazie alla prudenza del governatore Hannibal Sehested, genero del sovrano danese, il quale, seppur contrario alla guerra con l'Impero svedese sin dall'inizio, aveva preventivamente rafforzato il numero della sua milizia e affidato all'ingegnere Kjeld Stub il consolidamente delle fortezze lungo la linea di confine. La campagna militare norvegese si rivelò alquanto disastrosa, essa infatti vide la pesante sconfitta di un primo contingente partito dalla regione dello Jämtland e inviata in Svezia, che ebbe come unica conseguenza l'occupazione da parte delle truppe svedesi della regione dello Østerdalen, nella parte più occidentale della Norvegia. Sehested stesso stava preparando una seconda spedizione contro la regione svedese del Värmland, quando fu richiamato in aiuto dal suo re durante l'assedio alla città di Göteborg, e nel quale venne ferito riuscendo però a sventare l'assalto delle navi di Torstenson.

### La reazione danese e la controffensiva svedese
Nel frattempo il tentativo di invasione vide il re danese Cristiano IV, ormai sessantenne, reagire con forza, e, seppure abbandonato dai suoi stessi alleati, allestì un esercito di 15 000 uomini grazie ad una campagna di leva forzata ed una flotta di circa quaranta navi, che guidò personalmente 1º luglio 1644 nella battaglia di Colberger Heide contro le navi svedesi comandate da Clas Fleming, ed infliggendo agli avversari una pesante sconfitta e la perdita del loro stesso comandante. A questo punto della campagna la situazione strategica sembrava del tutto sfavorevole agli invasori svedesi, anche a causa dell'arrivo dell'esercito imperiale di Gallas, forte di 13 000 uomini, che giunse nello Jutland ed a cui si unirono 3 000 soldati danesi provenienti dalla fortezza di Glückstadt, l'unica ad aver resistito all'assalto degli invasori. Tuttavia la prontezza di Torstenson, nonostante fosse molto malato, e l'azione combinata con il nuovo ammiraglio Carl Gustaf Wrangel permisero agli svedesi di contrattaccare e di attraversare l'Eider, di reimpossessarsi dello Schleswig-Holstein e di penetrare sino in Sassonia costringendo Gallas a ritirarsi presso la fortezza di Magdeburgo. Le sorti della guerra contro la Danimarca-Norvegia furono poi decise in seguito alla pesante sconfitta patita dalla flotta danese nella battaglia di Fehmarn il 13 ottobre 1644 ad opera di una flotta mista di navi svedesi e olandesi guidata da Wrangel e dall'ammiraglio zelandese Maerten Thijssen. Ormai sfinite e disorganizzate, le truppe danesi non furono più in grado di opporre una valida resistenza, costringendo il loro sovrano Cristiano IV a cercare una trattativa che ponesse fine al conflitto, grazie anche alla mediazione della Francia e delle Province Unite.

### Il Trattato di Brömsebro

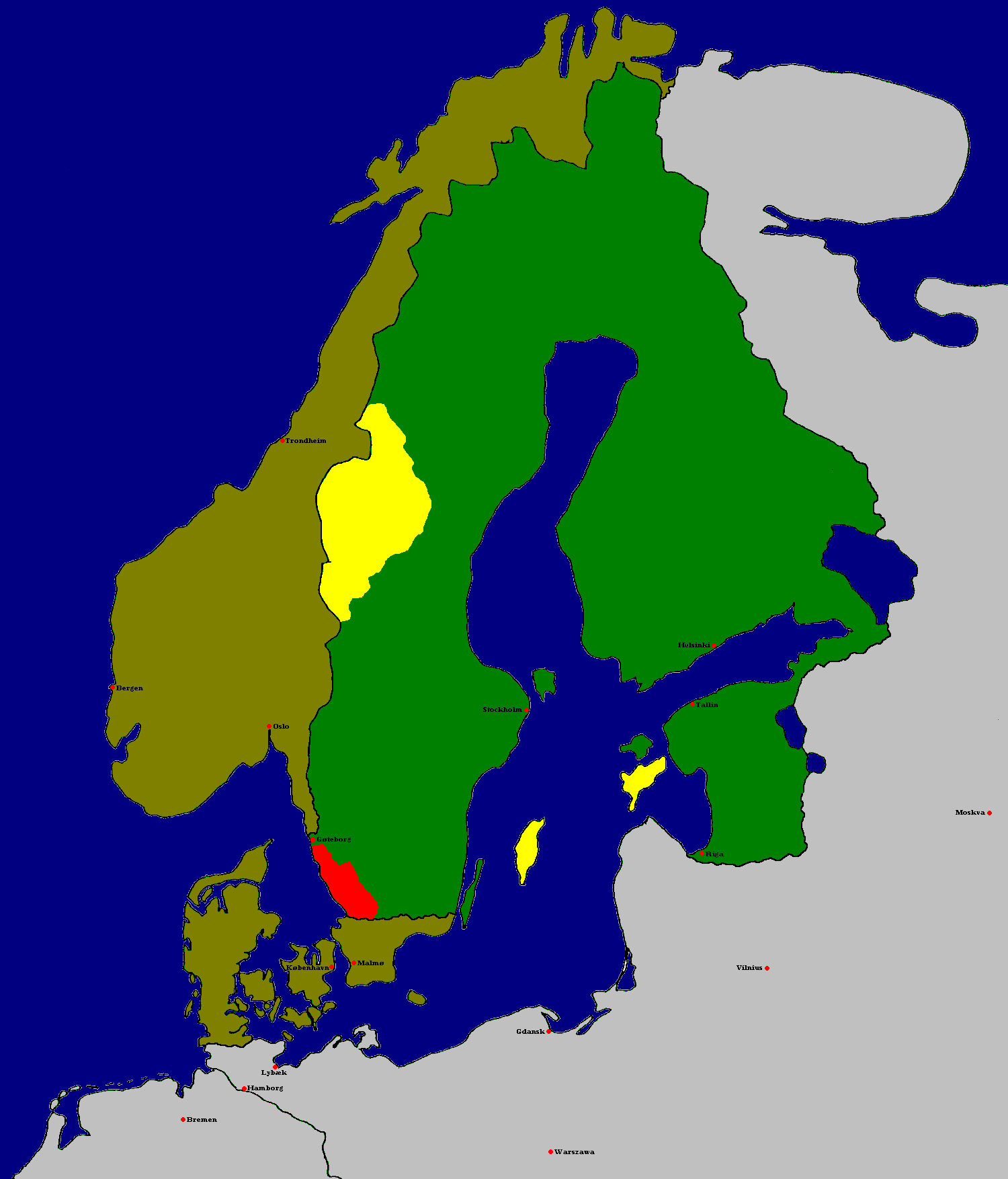
Immagine che mostra il nuovo assetto politico dopo il Trattato di Brömsebro del 1645: in marrone il territorio della Danimarca-Norvegia, in verde quello dell'Impero svedese e in giallo le province di Jämtland, Härjedalen e le importanti isole di Gotland e di Ösel ed in rosso la provincia di Halland, tenuta dagli svedesi per il periodo di 30 anni come garanzia della pace.

Il 13 agosto 1645, dopo lunghe trattative iniziate nel mese di febbraio di quello stesso anno, la Danimarca-Norvegia fu costretta a firmare un trattato di pace con l'Impero svedese nel piccolo villaggio svedese di Brömsebro, accettando pesanti condizioni di resa.
Grazie a questo trattato l'Impero svedese ottenne dalla sua campagna militare molto di più di ciò che probabilmente si era auspicato. Essa divenne senza dubbio la più potente delle nazioni scandinave. Oltre a vedere confermata l'esenzione dal pagamento della dogana per il passaggio nello stretto di Oresund, ebbe come garanzia del mantenimento di questo privilegio il possesso della ricca provincia di Halland. A ciò si aggiungano le cessioni territoriali da parte norvegese delle province dello Jämtland, di Härjedalen, del territorio di Älvdalen e delle isole danesi di Gotland e di Ösel, strategicamente molto importanti perché proprio al centro del Baltico.
Nei successivi tre anni l'Impero svedese cercò di sfruttare appieno i risultati ottenuti dalla guerra e dal trattato, ampliando il proprio dominio politico in territorio germanico, soprattutto nelle regioni della valle dell'Elba e del Weser, così come nei porti della Pomerania Occidentale, e, per mezzo di una oculata alleanza politica con il casato dei Duchi di Holstein-Gottorp, sulla regione dell'Holstein.
Dal punto di vista della Norvegia, sebbene avesse parzialmente dovuto pagare i tributi della sconfitta, la decadenza e l'impoverimento economico del regno danese permisero ai norvegesi un lento ma sostanziale affrancamento politico dalla Danimarca che avrebbe portato ad un futuro e definitivo distacco.
Le conseguenze politiche ed economiche a lungo termine di questo conflitto furono un decisivo mutamento nel difficile equilibrio tra le potenze nel mar Baltico, a totale favore dell'Impero svedese, e la nascita di un forte senso nazionale di rivalsa da parte danese, che avrebbe alimentato per almeno un secolo tutti i successivi conflitti tra le due nazioni scandinave.